# Генрі Філдман
Генрі Філдман (англ. Henry Fieldman, нар. 25 листопада 1988) — британський веслувальник, бронзовий призер Олімпійських ігор 2020 та 2024 року, чемпіон Європи.

## Виступи на Олімпіадах
| Олімпіада  | Дисципліна         | Місце |
| ---------- | ------------------ | ----- |
| Токіо 2020 | вісімки (чоловіки) | 3     |
| Париж 2024 | вісімки (жінки)    | 3     |

## Зовнішні посилання
- Генрі Філдман [Архівовано 30 липня 2021 у Wayback Machine.] на сайті FISA.